# República Socialista Soviética Autônoma Tártara
A República Socialista Soviética Autônoma Tártara (português brasileiro) ou República Socialista Soviética Autónoma Tártara (português europeu) (de Tatarstán, Tartaristán) Abreviado como RSSA Tartaristão ( tat. Tatarstán Avtonomiyale Sovet Sotsialistik Respublikasy), foi uma república autónoma que fez parte da União Soviética dentro da República Socialista Federativa Soviética de Rússia.

## História
Em 22 de março de 1920, no ano que Vladímir Lenin recebeu Mansurov, Sr. Said-Galíev e a outros no Kremilin para  com eles debaterem o tema da formação de uma República Tártara.
Em 27 de maio de 1920 proclamou-se um decreto do Comité Executivo Central Pan-russo e do Conselho de Comissários do Povo da RSFS de Rússia pelo qual estaria formada a partir de 25 de junho desse mesmo ano a República Autônoma Socialista Soviética Tártara (Avtonomiəlhe Tatarstan Sovet Sotsialstik Respublikasь, A.T.S.S.R., Tatarstán).
No XI Congresso Extraordinário dos Sovietes da autonomia tártara em 25 de junho de 1937, nesse ano aprovou-se a constituição da República, segundo a qual se mudou a ordem das palavras em seu nome, transformando na República Socialista Soviética Autônoma Tártara (R.S.S.A.T).
Em 1922, (durante a formação da URSS), entre 1936 e 1977 (com a aprovação da Constituição da URSS), e em 1952 -1953 foi considerada, mas não de adoptou uma proposta para a transformação de Tartaristão numa República Federal, mantendo o status de república autônoma.
No dia 30 de agosto de 1990, durante o "Desfile de Soberanias" na União Soviética o Conselho Superior do Tartaristão adoptou uma declaração sobre o estado da soberania de Tartaristão, transformando à República Socialista Soviética Autónoma Tártara na República do Tataristão. No dia 24 de maio de 1991, o Congresso dos Deputados do Povo adoptou o nome actual, que modificou o art. 71 da Constituição da RSFS da Rússia de 1978.
O 16 de maio de 1992, consolidou-se formalmente da República do Tartaristão.

## O desenvolvimento económico

### A economia antes da guerra
Em 1921 a República, bem como a adjacente Volga tinha sofrido varreduras de seca que provocaram uma fome generalizada.
Após a Guerra Civil começou a restauração da autonomia nacional na economia.
Existiu uma grande industrialização na União Soviética nos anos 1920 e 1930. De uma economia predominantemente agrária procedeu uma Tartária agroindustrial.  A indústria da RSSA Tártara foi desenvolvida, a um ritmo superior à taxa de crescimento média da indústria da RSFS da Rússia e da URSS. Com os anos, foi nos primeiros planos quinquenales na autonomia que se construíram as maiores empresas da construção de maquinaria, química e a indústria ligeira. Se em 1921 os tártaros trabalhadores, técnicos e engenheiros nas grandes empresas eram só 3.100 pessoas, depois em 1932 se converteram em 16.400.

### O período da Segunda Guerra Mundial
Durante a Segunda Guerra Mundial na RSSA Tártara foram evacuadas fábricas, bem como engenheiros de Moscou e partes do oeste do país.

### Nos anos da pós-guerra
Nos anos da pós-guerra, houve um  rápido desenvolvimento da indústria petrolera e de gás na Tartária. Começou a explorar o súper gigante poço de petróleo Romashkinskoye .